# Švédská kuchyně
Švédská kuchyně se skládá z tradičních jídel typických pro Švédsko. Vzhledem k velké rozloze Švédska jsou mezi kuchyní severního a jižního Švédska regionální rozdíly. Na dalekém severu mají některá jídla své kořeny v kuchyni Laponců, kteří konzumovali především sobí maso a zvěřinu. Na jihu hrály větší úlohu lesní plody, čerstvá zelenina a vliv kuchyní sousedních států. V tradičních jídlech se mísí jednoduché a kontrastní příchutě. Například v masových kuličkách podávaných v hnědé omáčce s bramborovou kaší a brusinkovým džemem.
Švédská kuchyně nebyla nikdy příliš bohatá. Obyvatelé se museli spokojit s tím, co mohli vypěstovat nebo ulovit. Masité pokrmy sestávaly z ryb, vepřového masa, zvěřiny a divokých ptáků. Tradiční je také lososí maso (älg), sobí maso (ren), skopové a jehněčí maso. Připravují se jako steak; přílohou bývají brambory a nepostradatelné brusinky. K masům nebo i samostatně se konzumuje chleba, brambory, kaše, tuřín, zelí a luštěniny. Velmi oblíbené jsou také polévky, od nejrůznějších vývarů po husté přesnídávkové.
Švédové jsou tradičně otevření cizím vlivům, od vlivu francouzské, německé nebo italské kuchyně během 17. a 18. století až k vlivu čínské, indické nebo turecké kuchyně v současnosti. V oblibě je tak gyros, falafel nebo suši. Americké fastfoody a nejrůznější speciality připravované přistěhovalci z mnoha koutů světa jsou v každém městě.

## Suroviny
Švédská kuchyně hojně využívá hovězího, kuřecího, vepřového, jehněčího i skopového masa, ryb, mořských plodů, mléčných výrobků a vajec. Jako přílohu nejčastěji podávají vařené brambory, ale i rýži, těstoviny a chléb. 

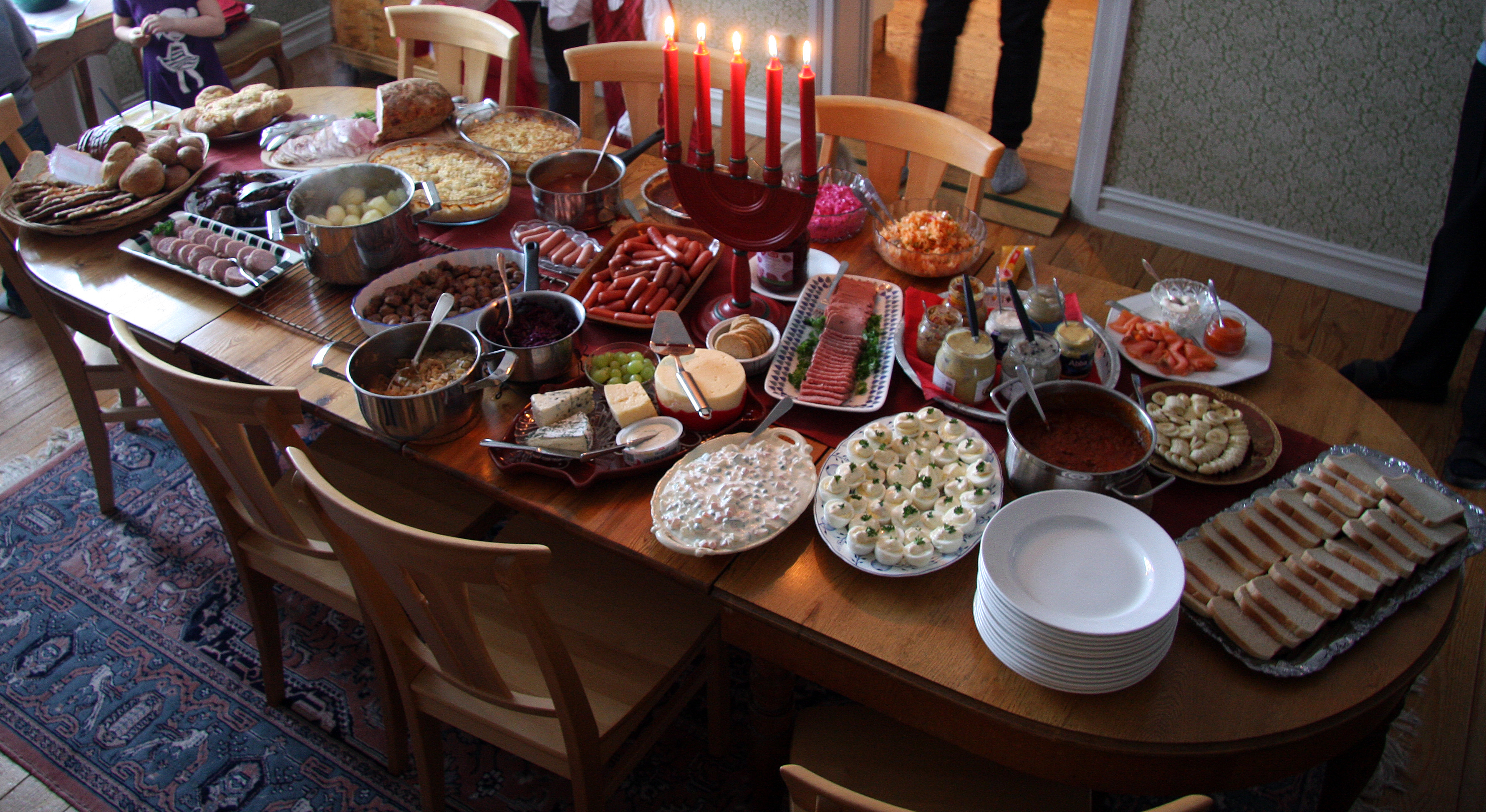
Švédský vánoční stůl

Švédská kuchyně má chléb různých tvarů a velikostí, vyráběných z žita, pšenice a ovsa. Existují bílé, tmavé, kváskové, celozrnné, ploché a křupavé chleby. Chléb může být slazený nebo kořeněný. Oblíbené jsou kvasnicové housky. Sušenky a dorty jsou velmi sladké a podávají ke kávě.  Smörgås je obložený chléb nebo žemle se sýrem, šunkou, paštikou, masovými kuličkami, kaviárem, krevetami, plátky rajčete a okurky, případně dresinkem nebo majonézovým salátem. Od těchto chlebíčků vznikl název smörgåsbord – švédský stůl.
Vyrábějí se zde kvalitní mléčné výrobky, sýry, jogurty nebo kefír – filmjölk. Jogurty i ostatní potraviny doplňují nejrůznějšími bobulemi, lesními plody a peckovinami. Bobulovité ovoce je velmi oblíbené. Používají brusinky (lingon), borůvky (blåbär) nebo plody ostružiníku morušky (hjortron). Připravují z nich marmelády, džemy a zavařeniny nebo husté polévky. Známé jsou šípková a borůvková polévka (blåbärssoppa), které se podávají teplé i studené.

## Pokrmy

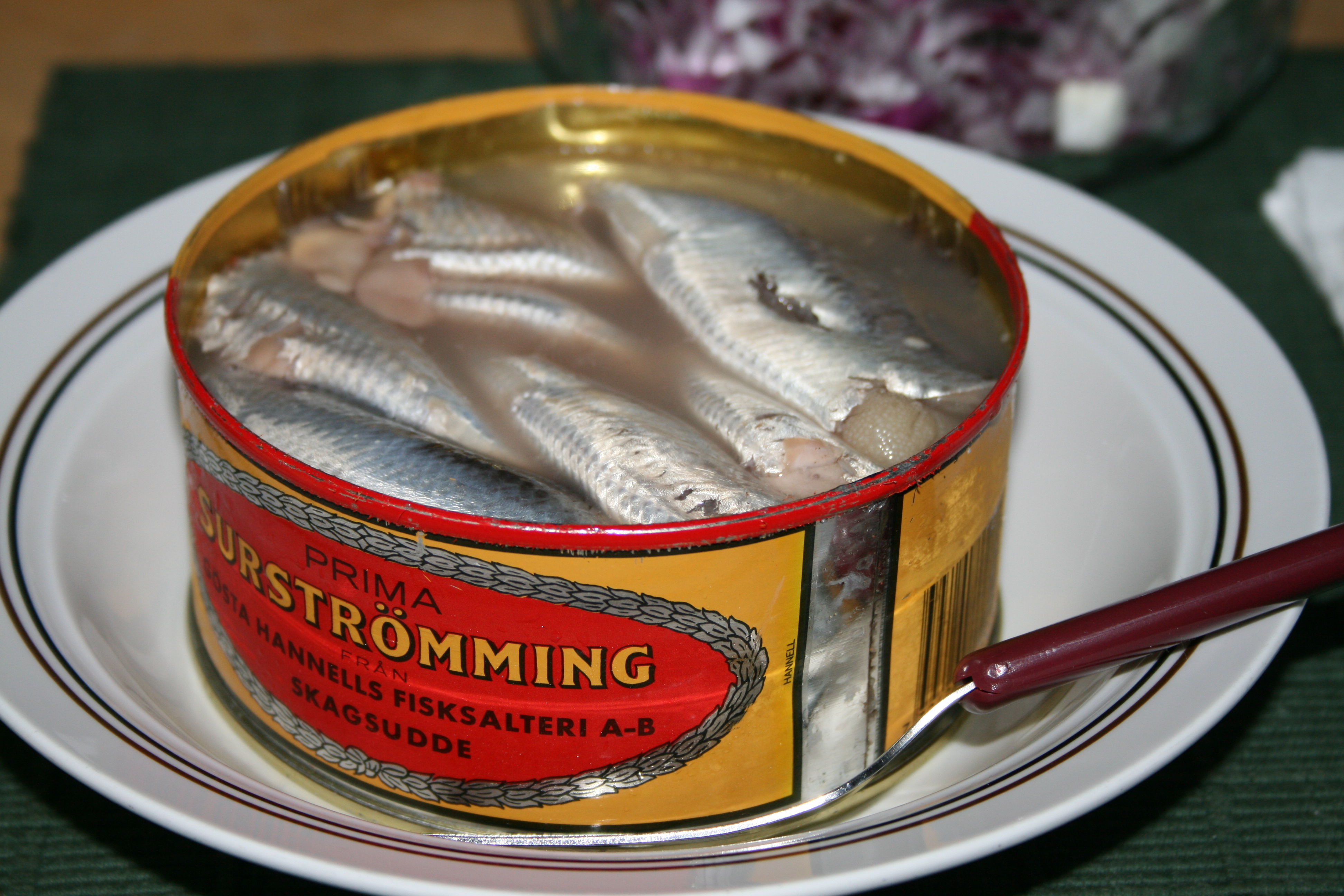
Surströmming, sleď

### Polévky
Ärtsoppa, hrachová polévka

### Ryby

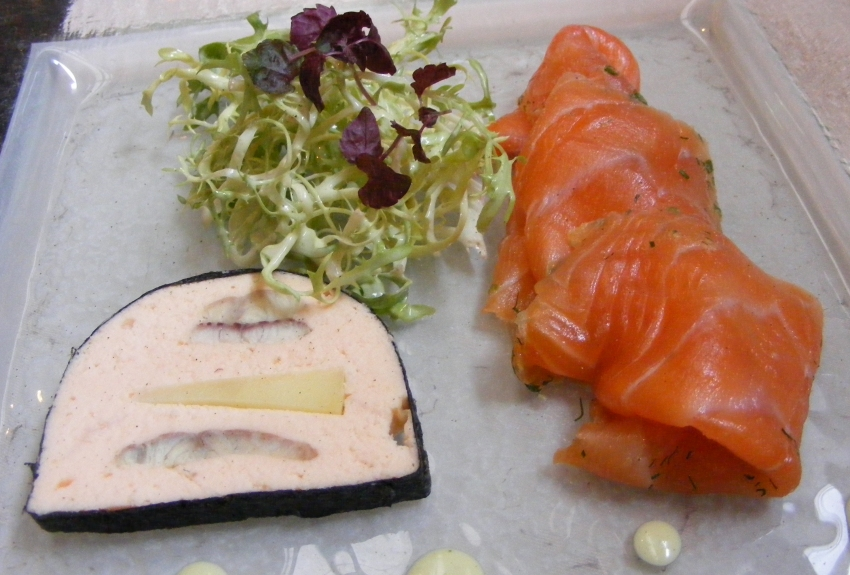
Gravad lax, losos

Surströmming, národní jídlo, kyselý sleď připravovaný kvašením. Balí se do chlebové placky namazané máslem společně s cibulí a bramborami.
Inlagd sill, sleď naložený v soli a octovém nálevu s kořením.
Sill och potatis, pečení sledi s bramborami
Janssons frestelse (Janssonovo pokušení), ančovičky nebo sledi, vše zapečené s bramborami, cibulí a smetanou nebo mlékem.
Gravad lax, marinovaný losos s bramborami nebo chlebovou plackou.

### Jídla s masem

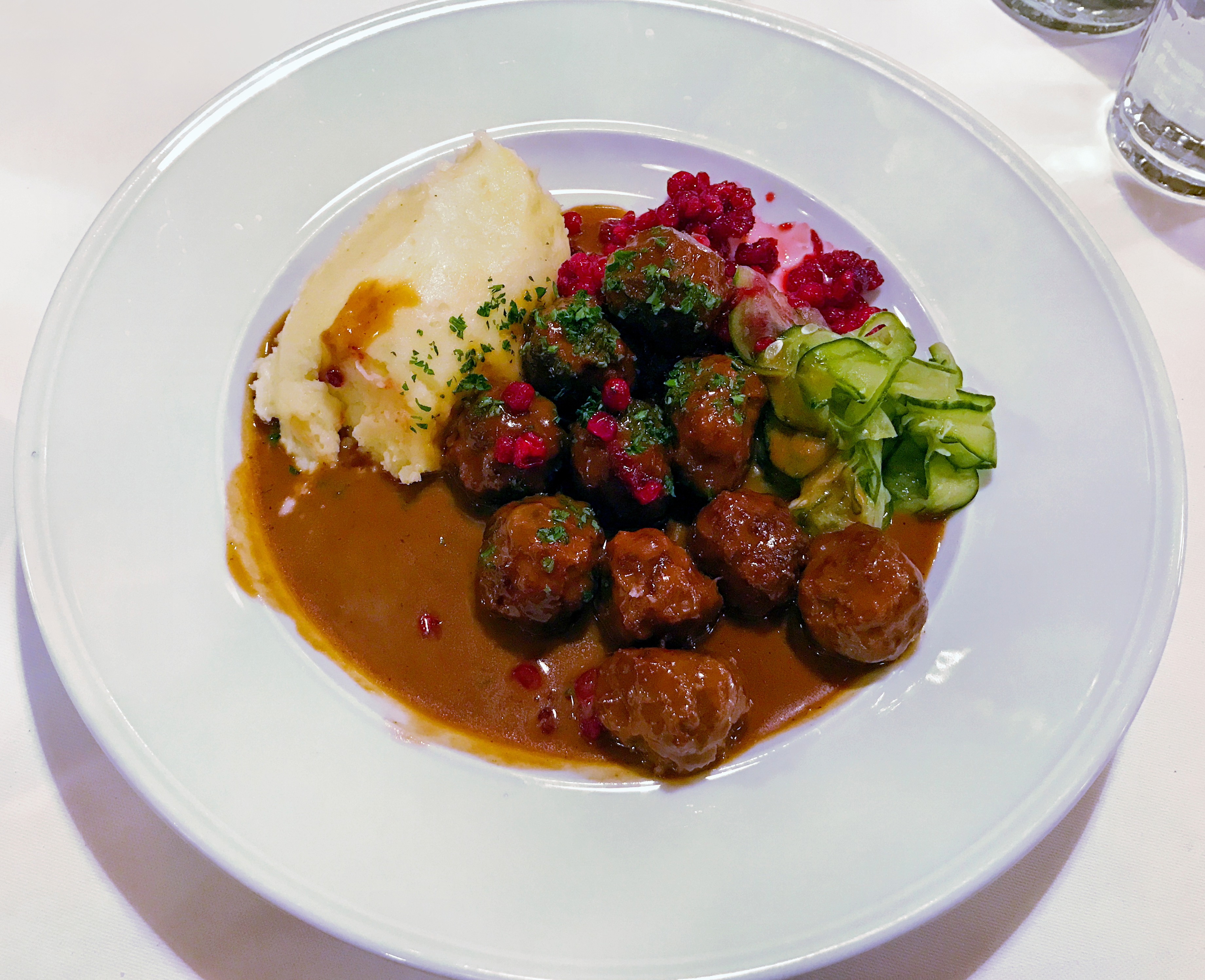
Köttbullar, masové kuličky

Köttbullar, národní a velmi oblíbené jídlo; jedná se o masové kuličky s hnědou omáčkou, přílohou bývají brambory či kaše a brusinková zavařenina (köttbullar med brunsås, potatis och lingon).
Fläskpannkaka, vepřové maso zapečené v palačinkovém těstě.
Kroppkakor, bramborové knedlíky plněné masem.
Pyttipanna, omeleta z brambor, které jsou opečené s cibulí, kousky salámu, masa nebo zeleninou. Podává se se smaženými vajíčky a nakládanou červenou řepou.
Raggmunk, bramborák bez koření (česnek apod.) s opečenou anglickou slaninou a brusinkovým džemem. Jde o specialitu kraje Östergötland, ale toto jídlo se podává i jinde, případně s širšími přílohami (zelí, rajčata, okurky) k základní slanině a brusinkám.

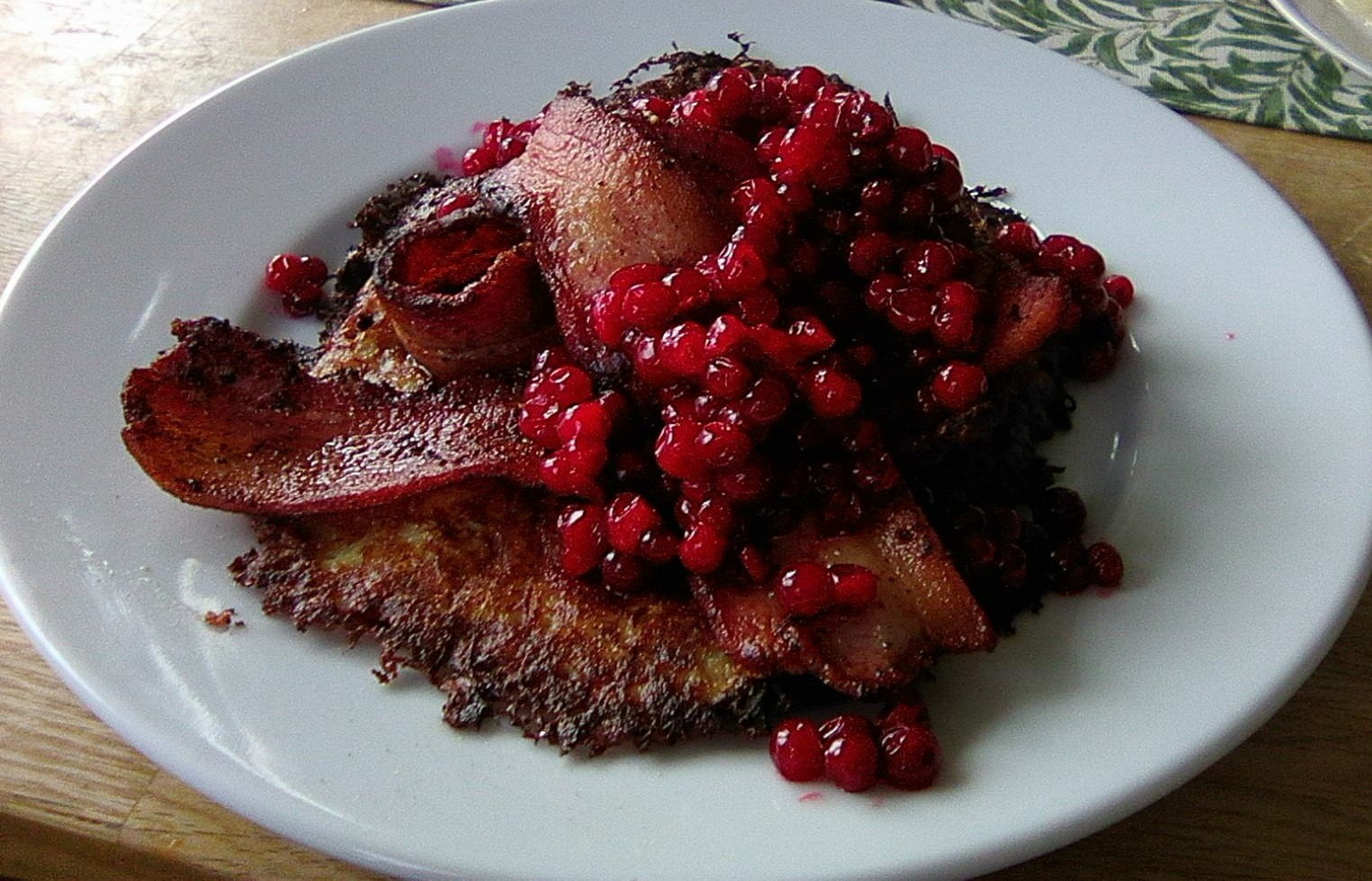
Raggmunk

### Pečivo
Bröd, souhrnný název pro chléb, bagety a žemle. Klasický švédský chléb připomíná hranatou vánočku a je nasládlý. Chléb tvaru toastu bez cukru se nazývá osötat, chlebové placky mají název tunnbröd a tenké plátky křupavého chleba jsou prodávány jako knäckebröd.

### Sladká jídla

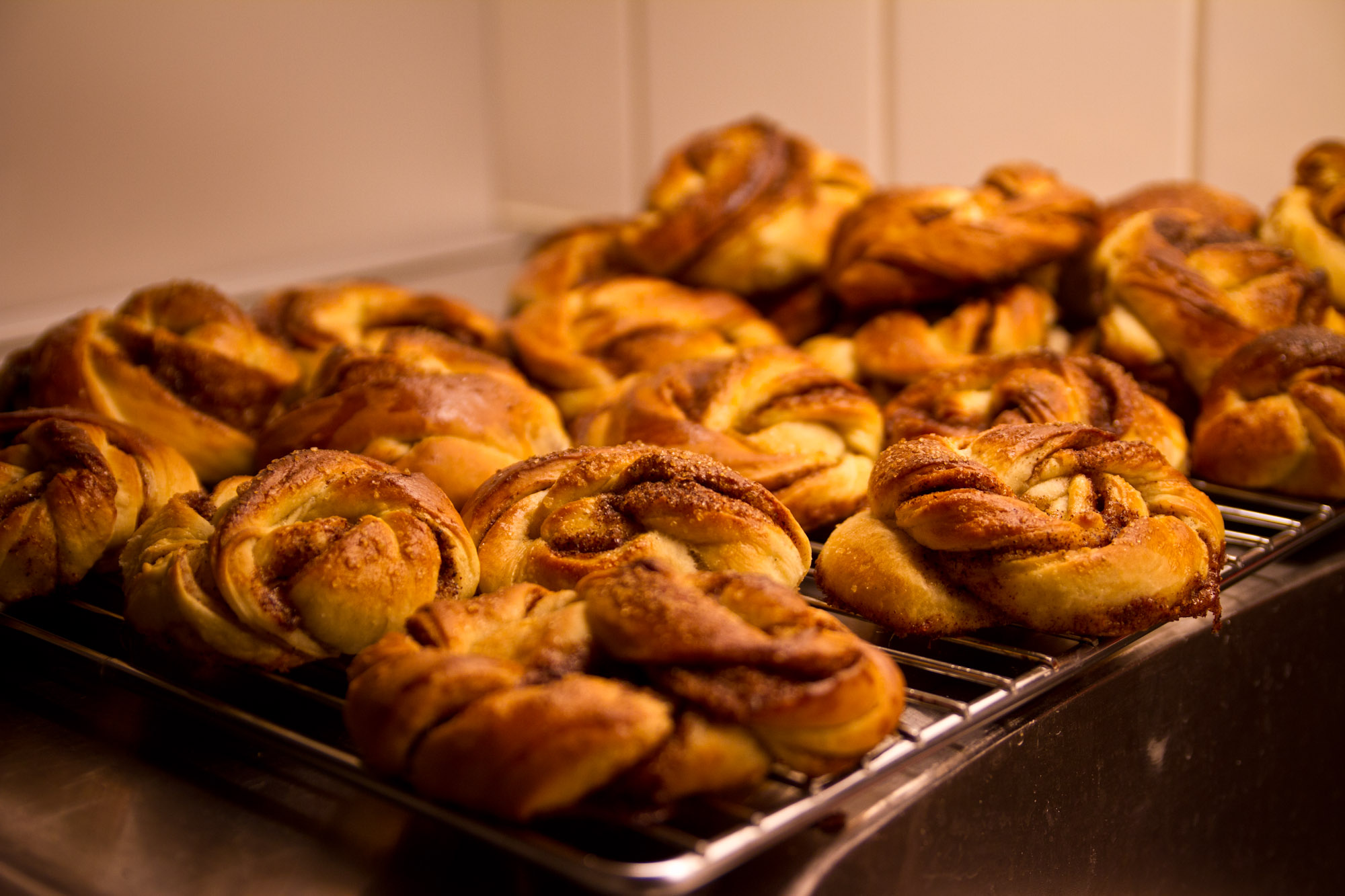
Kanelbullar, skořicové bulky

Gröt, kaše z ovesných vloček, krupice nebo rýže. Podává se ke snídani s džemem nebo sirupem.
Kanelbullar, skořicové bulky nebo šneci.
Påskbullar, velké vdolky plněné mandlovou nádivkou a šlehačkou, které se pečou o Velikonocích
Blåbärspaj, obrácený borůvkový moučník se zakysanou smetanou nebo vanilkovou zmrzlinou

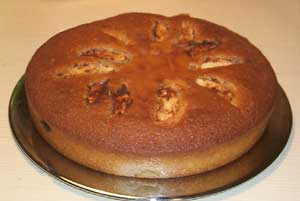
Äppelkaka, jablečný koláč

Äppelkaka, jablečný koláč podávaný s vanilkovou omáčkou
Kladdkaka, lepivý čokoládový dort se šlehačkou
Kaffebröd, pečivo ke kávě
Kaka, koláč s ovocem

## Nápoje
Káva, velmi oblíbený nápoj, nejčastěji se pije s mlékem.
Čaj, další oblíbený nápoj.
Lättöl, slabé maximálně desetistupňové pivo, dostane se v běžných obchodech.
Systembolaget, specializované obchody s prodejem alkoholu. Prodávají silnější pivo (starköl), dovezená vína, tradiční tuzemský snaps nebo  pálenku brännvin.